# Gheorghe Grozav
Gheorghe Teodor Grozav (Alba Iulia, 29 de septiembre de 1990) es un futbolista profesional rumano que juega como centrocampista en el F. C. Petrolul Ploiești de la Liga I.

## Trayectoria

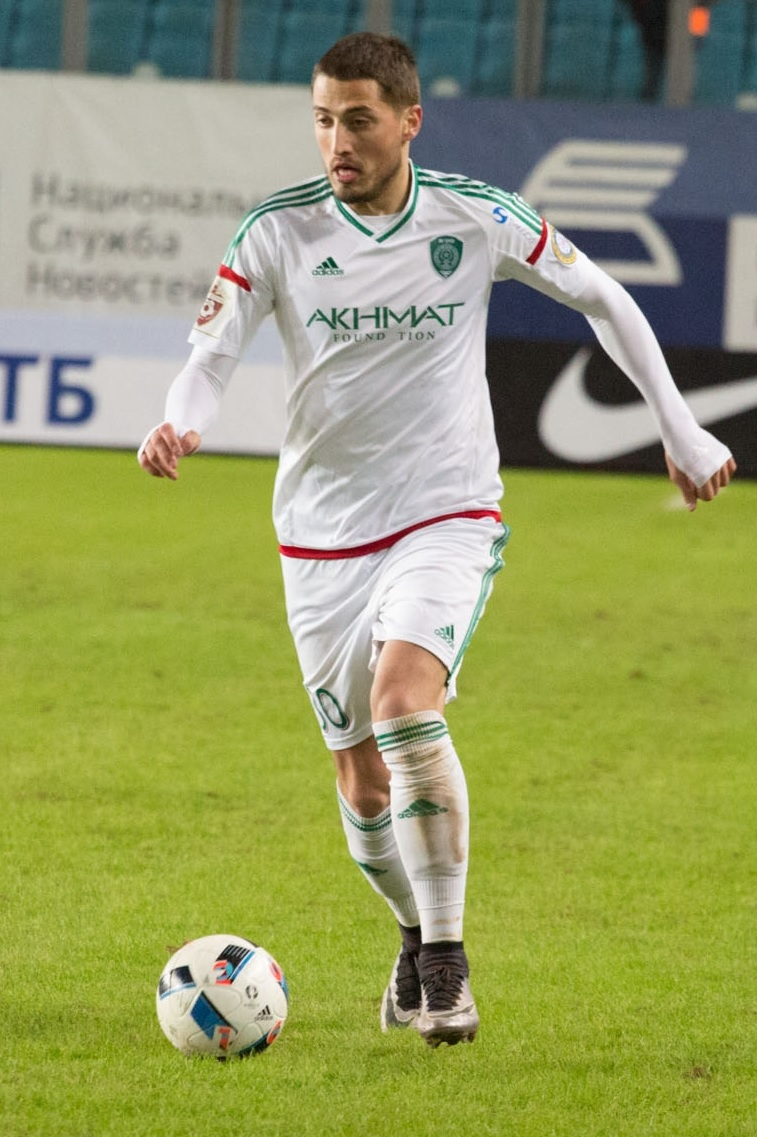
Gheorghe Grovav con la camiseta del Terek Grozni en un partido contra el Dynamo de Moscú (14 de marzo de 2016)

### Unirea Alba Iulia
Grozav comenzó su carrera en el club de su ciudad natal, el Unirea Alba Iulia, con quien debutó como profesional en la temporada 2007-08 de Liga II. En el verano de 2009, después de dos años de la Liga II rumana, Grozav se marchó libre de contrato al Standard de Lieja. Más tarde fue obligado por la UEFA a firmar por otros tres años con su antiguo club, ya que estaba aún en edad juvenil.
El 1 de septiembre de 2009, Gicu Grozav hizo su debut en Liga I en una derrota por 1-0 ante el FC Braşov.

### Standard Lieja
La leyenda del fútbol rumano László Bölöni consiguió firmar a Grozav con su club, el Standard, en enero de 2010, después de que el equipo belga pagase  350 000 €, mientras que el Unirea Alba Iulia retuvo el 15% de los derechos del jugador. Grozav no dispuso de muchos minutos de juego en sus primeros dos años con el equipo, solo 15 partidos de liga.
Para la temporada 2011-12 Grozav fue cedido al Universitatea Cluj de la Liga I por un año, finalizando en octavo puesto y disfrutando de minutos.

### Petrolul Ploiești
En verano de 2012 Gicu Grozav firmó un contrato de tres años con el Petrolul Ploieşti después de que varios de sus compañeros de equipo también firmasen con los Lupii galbeni. Tuvo un buen comienzo, anotando cinco goles y tres asistencias en 22 partidos de liga, lo que le llevó a ser convocado con la selección de Rumania.

### Terek Grozni
El 28 de agosto de 2013 Grozav fue fichado por el Terek Grozni, equipo de la región rusa de Chechenia que juega en la Liga Premier de Rusia. El Terek abonó 2,1 millones de euros al Petrolul por el traspaso del joven jugador.

### Dinamo București
El 2 de febrero de 2015, Grozav regresó una vez más a Rumania con una cesión al Dinamo Bucarest.

### Karabükspor
En agosto de 2017 firmó por 3 años con el equipo turco.

## Selección nacional
Hizo su debut con la selección absoluta en un partido amistoso contra Suiza el 30 de mayo de 2012, donde anotó el gol de la victoria. Este fue el primer gol anotado por un jugador nacido después de la revolución rumana con la selección nacional. El 12 de octubre de 2012, Grozav anotó el único gol en la victoria 1-0 de Rumania ante Turquía en el estadio Şükrü Saracoğlu.

## Estadísticas
Actualizado al 12 de marzo de 2013
| Club                     | Temp.         | Liga | Liga  | Copa | Copa  | Europa | Europa | Total | Total |
| Club                     | Temp.         | PJ   | Goles | PJ   | Goles | PJ     | Goles  | PJ    | Goles |
| ------------------------ | ------------- | ---- | ----- | ---- | ----- | ------ | ------ | ----- | ----- |
| Unirea Alba Iulia        |               |      |       |      |       |        |        |       |       |
| 2007–08                  | 15            | 6    | 0     | 0    | 0     | 0      | 15     | 6     |       |
| 2008–09                  | 31            | 6    | 0     | 0    | 0     | 0      | 31     | 6     |       |
| 2009–10                  | 16            | 2    | 0     | 0    | 0     | 0      | 16     | 2     |       |
| Total                    | Total         | 61   | 14    | 0    | 0     | 0      | 0      | 61    | 14    |
| Standard Liège           |               |      |       |      |       |        |        |       |       |
| 2009–10                  | 5             | 0    | 0     | 0    | 1     | 0      | 6      | 0     |       |
| 2010–11                  | 10            | 0    | 0     | 0    | 0     | 0      | 10     | 0     |       |
| Total                    | Total         | 15   | 0     | 0    | 0     | 1      | 0      | 16    | 0     |
| Universitatea Cluj(loan) |               |      |       |      |       |        |        |       |       |
| 2011–12                  | 24            | 6    | 1     | 0    | 0     | 0      | 25     | 6     |       |
| Total                    | Total         | 24   | 6     | 1    | 0     | 0      | 0      | 25    | 6     |
| Petrolul Ploiești        |               |      |       |      |       |        |        |       |       |
| 2012–13                  | 21            | 6    | 3     | 0    | 0     | 0      | 24     | 6     |       |
| Total                    | Total         | 21   | 6     | 3    | 0     | 0      | 0      | 24    | 6     |
| Total carrera            | Total carrera | 121  | 26    | 4    | 0     | 1      | 0      | 126   | 26    |

## Palmarés

### Títulos nacionales
| Título          | Club                    | País    | Año  |
| --------------- | ----------------------- | ------- | ---- |
| Copa de Bélgica | Standard de Lieja       | Bélgica | 2011 |
| Copa de Rumania | F. C. Petrolul Ploiești | Rumania | 2013 |